# Natalija Dowhodko

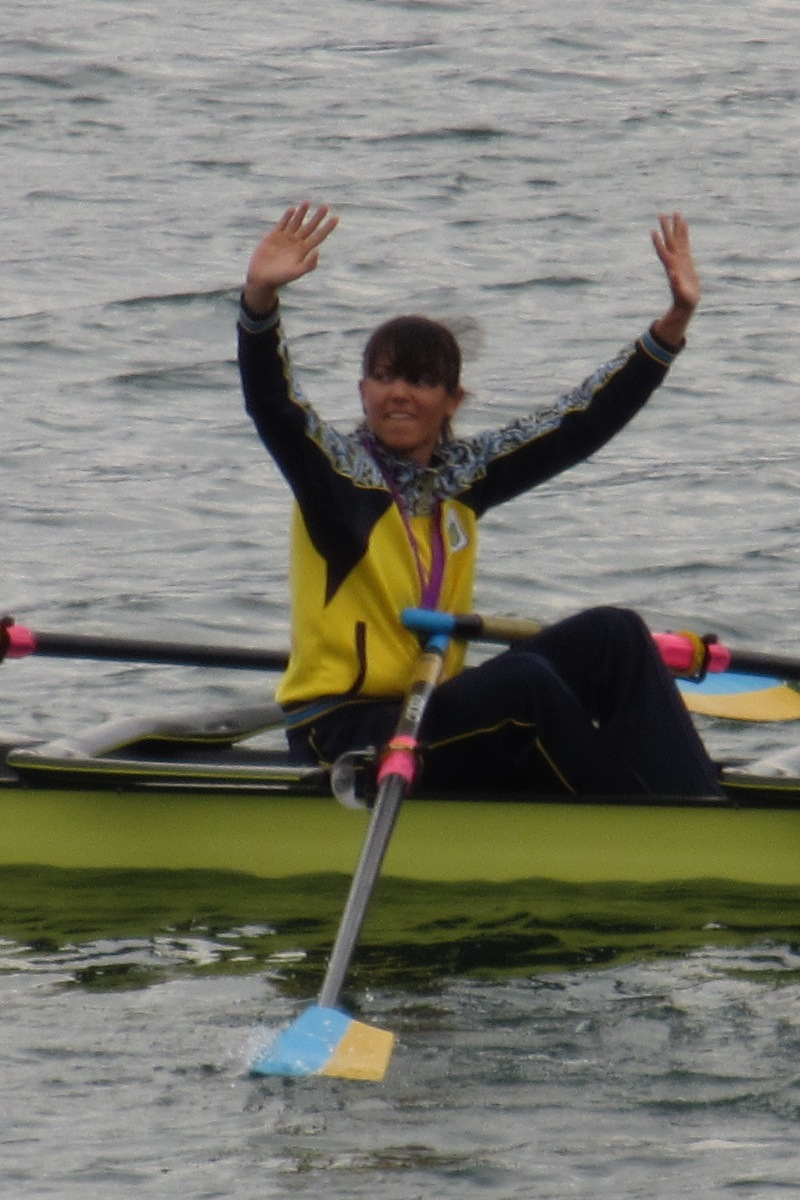
Natalija Dowhodko nach ihrem Olympiasieg im Jahr 2012

Natalija Wiktoriwna Dowhodko (ukrainisch Наталія Вікторівна Довгодько; * 7. Februar 1991 in Kiew) ist eine ukrainische Ruderin, die zusammen mit Kateryna Tarassenko, Anastassija Koschenkowa und Jana Dementjewa 2012 die Goldmedaille im Doppelvierer gewann und damit den ersten Ruder-Olympiasieg für die Ukraine nach dem Zerfall der Sowjetunion realisierte.

## Sportliche Karriere
Natalija Dowhodko war Achte im Einer bei den Junioren-Weltmeisterschaften 2007, Neunte 2008 und Siebte 2009. 2010 belegte sie bei den U23-Weltmeisterschaften den sechsten Platz im Doppelvierer, 2011 war sie Achte im Einer. Bei den Europameisterschaften 2011 belegte sie den fünften Platz im Einer. Zum Saisonauftakt der Weltcup-Saison 2012 erreichte sie im Doppelzweier den siebten Platz. Bei der zweiten Weltcup-Regatta rückte sie für Olena Burjak in den Doppelvierer, mit dem sie die zweite und die dritte Weltcupregatta gewann. Es folgten der Olympiasieg auf dem Dorney Lake und der Sieg bei den Europameisterschaften in Varese.
2013 trat Dowhodko wieder im Einer an. Nach einem fünften Platz bei den Europameisterschaften folgten der vierte Platz bei den U23-Weltmeisterschaften und der neunte Platz bei den Weltmeisterschaften. 2014 war Dowhodko im Einer Neunte bei den Europameisterschaften. 2015 belegte sie mit dem Doppelvierer den fünften Platz bei den Europameisterschaften. 2016 gelang es ihr nicht, sich im Einer für die Olympischen Spiele in Rio de Janeiro zu qualifizieren.
Nach einem Jahr Pause trat Dowhodko ab 2018 wieder bei internationalen Meisterschaften an, erreichte aber erst bei den Europameisterschaften 2021 wieder ein A-Finale und belegte den sechsten Platz im Doppelvierer. Im Jahr darauf gewann der ukrainische Doppelvierer mit Daryna Werchohljad, Natalija Dowhodko, Kateryna Dudchenko und Jewhenija Nimtschenko bei den Europameisterschaften 2022 in München die Bronzemedaille.
Dowhodkos Bruder ist Iwan und dessen Ehefrau Jewhenija sind ebenfalls Ruderer.

## Ehrungen
Am 25. Juli 2013 wurde ihr vom ukrainischen Präsidenten der ukrainische Verdienstorden 2. Klasse für die Erreichung hoher Sportergebnisse auf der XXVII. Welt-Sommer-Universiade in Kasan verliehen.